# كينغ غارسيا
كينغ غارسيا (بالإنجليزية: King Garcia)‏ هو عازف جاز أمريكي، ولد في 25 أغسطس 1905 في بورتوريكو في الولايات المتحدة، وتوفي في 4 سبتمبر 1983.

## وصلات خارجية
- كينغ غارسيا على موقع ميوزك برينز (الإنجليزية)
- كينغ غارسيا على موقع أول ميوزيك (الإنجليزية)